# Roberto F. Chiari
Roberto Francisco Chiari Remón (Panamá, 2 de marzo de 1905 - 1 de marzo de 1981) fue un empresario y político panameño. Ejerció como presidente de Panamá durante dos períodos. El primero fue en noviembre de 1949 y el segundo fue desde 1960 hasta 1964. Fue hijo del también presidente de Panamá Rodolfo Chiari.

## Biografía

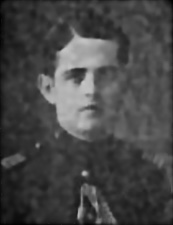
Roberto Chiari en su juventud, cuando era edecán de su padre Rodolfo Chiari.

Nació en la Ciudad de Panamá el 2 de marzo de 1905, era el tercero de los hijos del matrimonio del político liberal Rodolfo Chiari y Ofelina Remón. Su padre fue elegido presidente en 1924 y culminó en 1928. Realizó sus estudios en el colegio La Salle de esta ciudad, donde obtuvo el diploma de Perito Mercantil y Bachiller. Continuó los estudios superiores en los Estados Unidos. Trabajó en un juzgado municipal en los años 1924 a 1928.
En 1928 fue edecán presidencial de su padre. Se casó con Cecilia Orillac en 1931, con quien tuvo a una hija, Carmen Cecilia. Aunque también trabajó en la producción de azúcar, fue el único de sus hermanos que se interesó en la política.
Fue el presidente durante los sucesos del 9 de enero de 1964 y se le llama el presidente de la dignidad, ya que fue el primer presidente del hemisferio oeste en romper relaciones con los Estados Unidos de América, debido a la presión de los panameños en la época. Fue el primer presidente que nació después de la separación de Panamá de Colombia. Fue Miembro de la Cámara de Comercio de Panamá.

## Carrera política
En 1940 fue elegido diputado de la Asamblea Nacional y durante el gobierno de Ricardo Adolfo de la Guardia fue Ministro de Salubridad y Obras Públicas.
Es nombrado segundo vicepresidente del Partido Liberal Nacional en las elecciones de 1948. El 20 de noviembre de 1949, en su calidad de segundo vicepresidente, asumió la presidencia de la república después de la renuncia de Daniel Chanis Pinzón, cargo que ocupó durante cuatro días.
En 1952 se presenta a las elecciones por la Alianza Civilista contra su primo el coronel José Antonio Remón, pero perdió. En ese momento es nombrado presidente de la cámara de comercio y presidente del partido liberal por ocho años.

## Presidencia
Participó nuevamente en las elecciones presidenciales de 1960 contra Ricardo Arias y Víctor F. Goytía, y pudo vencer en ellas. Chiari ganó unos 100,042 votos como parte de la Unión Nacional de Oposición (UNO), mientras que Espinosa ganó unos 85,981 como parte la Coalición Patriótica Nacional (CPN) y Goytía ganó 55,455 como parte de la Alianza Popular (AP). El 1 de octubre de 1960 asumió la Presidencia Constitucional de la República para un período de cuatro años.
Cuando Chiari toma el poder, el país estuvo en un mal estado económico con una deuda de 82 millones de dólares en 1960 y el PIB de panamá en ese entonces era de unos 537 millones de dólares de acuerdo al Banco Mundial. Por esta razón se reestructuró de forma profunda el estado panameño lo cual fue una enorme e impopular tarea. No se pudo hacer mucho en el primer año de gobierno y como ya sucedía seguido, el presupuesto no cubrió los gastos del estado.  A pesar de esto, Chiari hizo obras como el Centro de Rehabilitación de Mujeres, acondicionó los cuarteles de la Guardia Nacional y de los Bomberos de Panamá. En la Ciudad de Panamá, se asfaltó la avenida central y calles totalizando unos 12 kilómetros de largo. En el interior, se asfaltaron unos 60 kilómetros de calle, y se hicieron 147 kilómetros de pavimento en la vía interamericana y se crearon 200 kilómetros de calle asfaltada. Bajo su mandato se fundó el Banco de Crédito Popular en 1962 el cual dio unos 40 mil préstamos a corto plazo lo que totalizó unos 5 millones de balboas.
Fue el segundo de tres presidentes panameños en impulsar un programa de sustitución de importaciones.  Para esto se impulsó la actividad industrial en el país y se impulsó la ganadería y la pesca. También se hicieron reformas agrarias y se pasaron tierras sin usar a los agricultores lo que causó conflictos entre estos y sus terratenientes como los que estaban en Veraguas. Además bajo su mandato se hicieron ajustes al salario mínimo.
Se cortaron por primera vez, 3500 kilómetros de calles de tierra y se hicieron 67 puentes.  Se construyó por primera vez el edificio de aduanas e inmigración en la frontera costarricense. La interamericana alcanzó un 90% de pavimentación.
La transferencia de tierras sin usar a los agricultores fue catalogada en el diario Crítica como comunista. El Ministerio de Trabajo, Previsión Social y Salud Pública tenía unos 5500 empleados. Se integraron los servicios médicos en los que antes estaban separados los hospitales y los centros de salud. Se crearon numerosos anexos maternos y pediátricos en centros de salud en el interior.  Se hizo una campaña de vacunación masiva para la poliomielitis lo cual bajó los niveles de esta enfermedad en el país y también habían campañas de vacunación para la tuberculosis. Hubo una campaña contra la malaria la cual fue hecha con asistencia de las Naciones Unidas, y de la OMS. En ese entonces estaba la Alianza para el Progreso en Panamá con la cual se hicieron varios centros de salud en el interior. Se defendió el establecimiento de la carrera administrativa para evitar la influencia política en el funcionamiento del estado.
Entre sus obras más importantes estuvo la inauguración del Puente de las Américas en 1962, el Hospital General de la Caja de Seguro Social, el programa de censos nacionales y el agropecuario, el Aeropuerto Enrique Malek, y la modernización del de Tocúmen y el de Bocas del Toro. Se construyó el edificio principal del aeropuerto Enrique Malek de David y se alargó la pista del aeropuerto de Bocas del Toro.
Su gobierno impulsó la reforma agraria y la siembra de escuelas con la que se construyeron más de 1300 aulas a nivel nacional. Creó el instituto de recursos hidráulicos y electrificación IRHE y el Instituto de Acueductos y Alcantarillados IDAAN. El IRHE estableció 8 plantas de electricidad bajo su mandato y expandió la red eléctrica nacional alcanzando 11 nuevas comunidades. Se hicieron proyecciones para hidroeléctricas en Bayano y Chiriquí y empezó la construcción de la hidroeléctrica de La Yeguada. Se hizo también en primer censo nacional de industria, comercio y servicios. El IDAAN promovió el acceso al agua potable y mejoro la calidad del agua.
Recién comenzaba su gestión presidencial cuando en noviembre de 1960, los trabajadores de las fincas bananeras de la Chiriqui Land Company en Bocas del Toro, se declararon en huelga reclamado aumento salarial, mejores condiciones de vivienda y alimentación.
El 17 de noviembre el propio presidente Roberto F. Chiari acompañado por el ministro de Educación Alfredo Ramírez, el ministro de Agricultura Felipe Juan Escobar y el ministro de la Presidencia Gonzalo Tapia fue a Bocas del Toro, donde se reunieron con los ejecutivos de la Chiriqui Land Company se acordó el aumento de salario, servicios hospitalarios gratuitos y la rebaja de 10% de los alimentos.
Esto formó un conflicto de intereses con las bananeras de Puerto Armuelles.

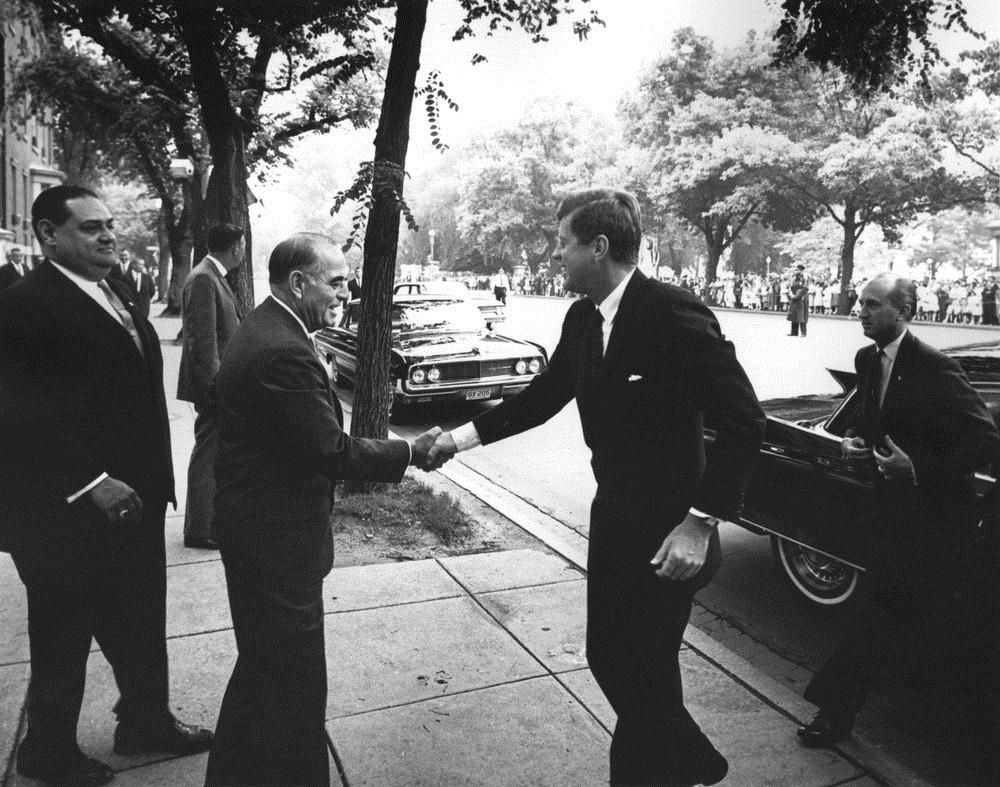
Foto del presidente Roberto Chiari y el presidente John F Kenedy.

En la administración del gobierno del Presidente Roberto F. Chiari se logró en junio de 1962, en que el presidente de los Estados Unidos John F. Kennedy redactara un comunicado conjunto, para que Panamá izara su bandera en la Zona del Canal. En 1963, se acordó que en 17 lugares de la Zona del Canal se izasen conjuntamente la bandera de los Estados Unidos y la bandera panameña. También en ese año, la Cruz Roja Panameña le confiere la única Medalla Nacional Henry Dunant, en conmemoración de los 100 años del Movimiento de la Cruz Roja y Media Luna Roja y en reconocimiento al trabajo realizado por el distinguido fundador del Movimiento.
Con la muerte del presidente John F Kennedy y con el súbito ascenso a la presidencia del vicepresidente Lyndon B. Johnson hubo mucha dinámica en su cabeza y deslices en sus mandos medios. Entre estos el del gobernador de la Zona del Canal de no acatar tal mandato y diluirlo vía no izar ninguna de las dos banderas.
Lo que obligó al gobierno de Chiari a romper las relaciones entre Panamá y los Estados Unidos, después de los sucesos del Día de los Mártires del 9 de enero de 1964, en donde estudiantes panameños entraron a la Zona del Canal para izar una bandera panameña en el Colegio de Balboa, pero fueron reprimidos por los estadounidenses, que habían vejado la bandera y causado 22 panameños muertos y cientos de heridos.

## Vida postpresidencial
Al terminar su cargo como presidente se retiró de la vida pública y trabajó en sus compañías privadas asumiendo entonces la gerencia de Azucarera La Estrella, S.A.
Fue presidente del Sindicato de Industrias desde 1967 hasta 1969.
En junio de 1979, año en que entraron en vigencia los nuevos tratados del Canal, mejor conocidos como Torrijos-Carter, la Asociación Panameña de Ejecutivos de Empresa (APEDE) aprobó rendir un homenaje al “Presidente de la Dignidad”, y conferirle a don Roberto F. Chiari el Premio APEDE 1979. Luego de recibir una placa de reconocimiento del presidente de la APEDE, Chiari se refirió brevemente a los sucesos de enero de 1964.

## Muerte y legado
Falleció el 1 de marzo de 1981, a un día de cumplir sus 76 años. Fue enterrado en la Ciudad de Panamá en la Iglesia Santuario Nacional.
El 2 de marzo de 2005 la biblioteca de la Autoridad del Canal de Panamá (ACP) recibió el nombre del presidente Roberto F. Chiari, en el marco de la conmemoración del centenario de su natalicio. La biblioteca, que ahora lleva el nombre del Presidente Roberto F. Chiari, fue fundada por instrucción directa del ingeniero George W. Goethals el 24 de agosto de 1914, tan sólo nueve días después de inaugurado el Canal y es responsable de la custodia y mantenimiento de los documentos históricos de la vía.